# Jorge Temudo
Jorge Temudo O.P. (Oleiros, ???? — Goa, 1571) foi um prelado português.

## Biografia
D. Frei Jorge Temudo foi o primeiro Bispo de Cochim, de 1557 a 1568. Em 1568, foi nomeado Arcebispo de Goa Primaz do Oriente, cargo que exerceu até a morte, em 1571.